# Kyle Fletcher
Pour les articles homonymes, voir Fletcher.
Kyle Fletcher (né le 24 décembre 1998 à Sydney) est un catcheur (lutteur professionnel) australien. Il travaille à la All Elite Wrestling et la Ring of Honor, sous le même nom. Il est l'actuel champion TNT. 

## Carrière de catcheur

### Circuit Indépendant (2014-2023)
Le 12 juillet 2014 à #Newy Pro 31 de la Newcastle Pro Wrestling, il fait ses débuts en tant que Face, sous le nom de InstaGraham, dispute son premier match aux côtés de The Blue Oni et Dane Spencer et ensemble, les trois catcheurs battent Black Cesar, Chris Abbott et Keegan Brettle dans un 6-Man Tag Team match. 
Le 30 novembre à BMPW Lithgow Ironfest de la Blue Mountains Pro Wrestling, il dispute son premier match solo, mais perd face à Bee Boy.
Le 16 octobre 2015 à PWA #TEAM de la Pro Wrestling Australia, Unsocial Jordan et lui deviennent les nouveaux champions par équipes de la PWA en battant The Four Nations (Madison Eagles et Mick Moretti) et remportent les titres pour la première fois de leurs carrières. 
Le 28 janvier 2017 à Newy Pro House Show #4 de la Newcastle Pro Wrestling, il récupère son nom d'origine: Kyle Fletcher, puis Ricky South et lui battent Paris De Silva et Cesar. 
Le 9 avril à PWA, Unsocial Jordan et lui ne conservent pas leurs ceintures, battus par The Choc Blockers (Big Fudge et Shazza McKenzie). 
Le 16 juillet à ATTACK! The Neon Wristlock de la ATTACK! Pro Wrestling, Mark Davis et lui deviennent les nouveaux champions par équipes d'ATTACK! en battant CCK (Chris Brookes et Kid Lykos) et remportent les titres pour la première fois de leurs carrières.
Le 20 octobre à ATTACK! Bodyslams And Control And Money And Power, ils ne conservent pas leurs ceintures, battus par The Brothers Of Obstruction (Jim et Leigh Obstruction) dans un 3-Way Tag Team match qui inclut également Bowl-A-Rama (Lloyd Katt et Splits McPins). 
Le 10 novembre à HOPE Evolution 53: I Always Kinda Sorta Wished I Looked Like Elvis de la HOPE Wrestling, ils deviennent les nouveaux champions par équipes HOPE en battant The Alpha Brothers (Johnny et Ricky) et remportent les titres pour la première fois de leurs carrières. 
Le 19 février 2018 à Defiant #12 de la Defiant Wrestling, ils deviennent les nouveaux champions par équipes Defiant en battant Jimmy Havoc et Primate, remportent les titres pour la première fois de leurs carrières et, de ce fait, deviennent doubles champions. Le 26 mars à Defiant Road To No Regrets 2018, ils ne conservent pas leurs ceintures, battus par leur même adversaire et Mark Haskins dans un 3-Way Tag Team match qui inclut également BT Gunn et Joe Coffey. 
Le 28 avril à Defiant No Regrets 2018, ils redeviennent champions par équipes Defiant, pour la seconde fois, en prenant leur revanche sur leurs mêmes adversaires et, de ce fait, redeviennent doubles champions. 
Le 7 juillet à HOPE Evolution 66: Still We Sing With Our Heroes, 33 Rounds de la HOPE Wrestling, ils ne conservent pas leurs ceintures, battus par CCK (Chris Brookes et Kid Lykos). Le 30 septembre à PROGRESS Chapter 76: Hello Wembley! de la PROGRESS Wrestling,  ils deviennent les nouveaux champions par équipes PROGRESS en remportant un Thunderbastard match, remportent les titres pour la première fois de leurs carrières et, de ce fait, redeviennent doubles champions. 
Le 18 novembre à ATTACK! Memento Mori de la ATTACK! Pro Wrestling, ils redeviennent champions par équipes ATTACK!, pour la seconde fois, en battant Nothing To Prove (Chuck Mambo et Drew Parker) et The Hunter Brothers (Jim et Lee) dans un 3-Way TLC Tag Team match et, de ce fait, deviennent triples champions. Le 30 décembre à PROGRESS Chapter 82: Unboxing Live! 3 - A Dukla Prague Away Kit de la PROGRESS Wrestling, ils ne conservent pas leurs ceintures, battus par The Swords of Essex (Paul Robinson et Will Ospreay).
Le 16 février 2019 à Defiant Loaded #14 de la Defiant Wrestling, ils ne conservent pas leurs ceintures, battus par The South Coast Connection (Ashley Dunn et Kelly Sixx). Le 9 mars à wXw 16 Carat Gold 2019 - Tag 2 de la Westside Xtreme Wrestling, ils deviennent les nouveaux champions du monde par équipes de la wXw en battant RISE (Ivan Kiev et Pete Bouncer) et Jay FK (Francis Kaspin et Jay Skillet) dans un 3-Way Tornado Tag Team match, remportent les titres pour la première fois de leurs carrières et, de ce fait, redeviennent doubles champions. 22 soirs plus tard à PROGRESS Chapter 87: Breadknife de la PROGRESS Wrestling, ils redeviennent champions par équipes PROGRESS, pour la seconde fois, en prenant leur revanche sur leurs mêmes adversaires dans un TLC match et, de ce fait, redeviennent triples champions. 
Le 10 mai à RevPro Epic Encounter 2019 de la Revolution Pro Wrestling, ils deviennent les nouveaux champions par équipes britanniques incontestés de la RevPro en battant Suzuki-gun (Minoru Suzuki et Zack Sabre Jr.), remportent les titres pour la première fois de leurs carrières et, de ce fait, deviennent quadruples champions. 14 soirs plus tard à FCP Hangover Part II de la Figt Club: PRO, Chris Brookes et lui deviennent les nouveaux champions par équipes FCP en battant Besties In The World (Davey Vega et Mat Fitchett) et remportent les titres pour la première fois de leurs carrières. Le 12 juin à ATTACK! Live At The Dome IV de la ATTACK! Pro Wrestling, Mark Davis et lui ne conservent pas leurs ceintures, battus par Dan Moloney et Man Like DeReiss.

### New Japan Pro-Wrestling (2019-2023)
Le 31 août à NJPW Royal Quest 2019, Mark Davis et lui font leurs débuts à la New Japan Pro-Wrestling, disputent leur premier match, mais ne remportent pas les titres par équipes IWGP, battus par Guerrillas of Destiny (Tama Tonga et Tanga Loa). 
Le 19 septembre 2021 à RevPro's High Stakes Event de la Revolution Pro Wrestling, ils effectuent un Heel Turn, car se joignent au champion incontesté britannique Will Ospreay pour attaquer les Young Guns et Shota Umino et rejoignent officiellement l'United Empire. 
Le 16 avril 2022 à Windy City Riot, le clan, dont ils font partie, bat le Bullet Club dans un 12-Man Tag Team match. Le 14 mai à Capital Collision, l'United Empire perd face à TMDK dans un 8-Man Tag Team match. 
Le 13 août à Strong: High Alert, ils deviennent les premiers champions par équipes poids-libres Strong de l'histoire en battant Christopher Daniels et Yuya Uemura en finale du tournoi inaugural.
Le 28 octobre à Rumble on 44th Street, ils ne conservent pas leurs ceintures, battus par Motor City Machine Guns (Alex Shelley et Chris Sabin) dans un 3-Way Tag Team match qui inclut également The DKC et Kevin Knight. 
Le 8 avril 2023 à Sakura Genesis, ils deviennent les nouveaux champions par équipes IWGP en battant Bishamon (Hirooki Gotō et Yoshi-Hashi) et remportent les titres pour la première fois de leurs carrières. La semaine suivante à Capital Collision, ils redeviennent champions par équipes poids-libres Strong, pour la seconde fois, en prenant leur revanche sur leurs mêmes adversaires dans la même stipulation qui inclut également Dream Team (Hiroshi Tanahashi et Kazuchika Okada) et, de ce fait, deviennent doubles champions. Le 21 mai à Resurgence, il annonce être contraint d'abandonner les quatre ceintures, car son équipier est blessé. 

### All Elite Wrestling (2022-...)

#### Débuts et diverses rivalités (2022-2023)
Le 8 juin à Dynamite, Aaron Henare, son partenaire et lui font leurs débuts à la All Elite Wrestling, attaquent FTR et Trent Beretta. 2 soirs plus tard à Rampage, Mark Davis et lui disputent leur premier match aux côtés de Will Ospreay, mais ensemble, les trois catcheurs perdent face au trio adverse dans un Trios match.
Le 27 août lors du pré-show à All In, ils ne conservent pas leurs titres mondiaux par équipes de la ROH, battus par Better Than You, Bay Bay (Adam Cole et MJF). La semaine suivante lors du pré-show à All Out, il ne remporte pas la Over Bidget Battle Royal, gagnée par "Hangman" Adam Page.
Le 1er octobre à WrestleDream, les deux catcheurs ne remportent pas les titres mondiaux par équipes, battus par FTR. Le lendemain, son équipier souffre d'une blessure au poignet et doit s'absenter pour une durée indéterminée. 

#### The Don Callis Family, rivalité avec Will Ospreay et champion TNT (2023-...)
26 soirs plus tard à Rampage, il perd face à Kōnosuke Takeshita. Après la rencontre, il est accueilli dans la Don Callis Family. 
Le 30 juin 2024 lors du pré-show à Forbideen Door, il bat Serpentico. 
Le 31 juillet à Dynamite, il effectue un Face Turn, car vole à la resousse de son meilleur ami Will Ospreay, attaqué par MJF. 25 soirs lors du pré-show à All In, Tommy Bilington, Kip Sabian, Top Flight (Action Andretti, Darius et Dante Martin) et lui battent Jay Lethal, Satnam Singh, Anthony Ogogo, Ariya Daivari, Private Party (Zay and Quen) et The Dark Order (Alex Reynolds et John Silver) dans un 12-Man Tag Team match.
Le 12 octobre à WrestleDream, après la défaite de Will Ospreay face à Kōnosuke Takeshita dans un 3-Way match qui inclut également Ricochet pour le titre International, il effectue un Heel Turn et se retourne contre son ancien meilleur ami. Le 23 novembre à Full Gear, il bat son ancien mentor. Le 28 décembre à Worlds End, il perd le match revanche face au même adversaire en demi-finale du tournoi AEW Continental Classic.
Le 9 mars 2025 à Revolution, il reperd face à son même opposant dans un Steel Cage match.
Le 6 avril à Dynasty, il bat Mark Briscoe au premier tour du tournoi Men's Owen Hart Foundation. 24 soirs plus tard à Dynamite: Spring Break Thru, il perd face à "Hangman" Adam Page en demi-finale du tournoi. 
Le 31 juillet à Collision, il devient le nouveau champion TNT en battant Dustin Rhodes dans un Chicago Street Fight match, remporte le titre pour la première fois de sa carrière et son second titre personnel.

### Ring of Honor (2023-...)
Le 9 mars 2023 à ROH TV, ils font leurs retours à la Ring of Honor, disputent leur premier match et ensemble, les deux catcheurs battent Tracy Williams et Rhett Titus. 22 soirs plus tard à Supercard of Honor, ils ne remportent pas les titres mondiaux par équipes vacants, battus par The Lucha Brothers (Penta El Zero Miedo et Rey Fénix) dans un "Reach for the Sky" Ladder match qui inclut également Top Flight (Darius et Dante Martin), The Kingdom (Matt Taven et Mike Bennett) et La Facción Ingobernable (Rush et Dralíistico). 
Le 21 juillet à Death Before Dishonor, ils deviennent les nouveaux champions du monde par équipes en prenant leur revanche sur les première et troisième équipes adverses dans un 4-Way Tag Team match qui inclut également les Best Friends (Chuck Taylor et Trent Beretta) et remportent les titres pour la première fois de leurs carrières.
Le 27 août lors du pré-show à All In, ils ne conservent pas leurs titres mondiaux par équipes de la ROH, battus par Better Than You, Bay Bay (Adam Cole et MJF). 
Le 15 décembre à Final Battle, il devient le nouveau champion du monde Television en battant Komander, Bryan Keith, Lee Moriarty, Dalton Castle et Lee Johnson dans un Survival of the Fittest match, remporte le titre pour la première fois de sa carrière et son premier titre personnel. 
Le 5 avril 2024 à Supercard of Honor, il conserve son titre en rebattant Lee Johnson. Le 28 juin à Super Viernes, il ne conserve pas sa ceinture, battu par Atlantis Jr.

### Consejo Mundial de Lucha Libre (2024-...)
Le 28 juin à Super Viernes, il fait ses débuts à la Consejo Mundial de Lucha Libre, dispute son premier match, mais ne conserve pas son titre mondial Television de la ROH, battu par Atlantis Jr.

## Palmarès
- All Elite Wrestling
  - 1 fois champion TNT (actuel)
- New Japan Pro-Wrestling
  - 1 fois champion par équipes IWGP - avec Mark Davis
  - 2 fois champion par équipes poids-libres Strong (premier) - avec Mark Davis
- Ring of Honor
  - 1 fois champion du monde par équipes - avec Mark Davis
  - 1 fois champion du monde Television

## Vie privée
Il est en couple avec la catcheuse de la AEW, Skye Blue.